# John Gerrard Keulemans
John Gerrard Keulemans (8 de junho de 1842 - 29 de março de 1912) foi um ilustrador de aves neerlandês. Durante a maior parte de sua vida ele viveu e trabalhou na Inglaterra, ilustrando um grande número de livros de ornitologia do século XIX.